# Moulton Seas End
Moulton Seas End – osada w Anglii, w hrabstwie Lincolnshire. Leży 16,8 km od miasta Boston, 56 km od Lincoln i 146,2 km od Londynu. W 2016 miejscowość liczyła 621 mieszkańców.